# Periegòpids
Els periegòpids (Periegopidae) són una família d'aranyes araneomorfes. Abans estava integrada en diverses famílies, la darrera la família Archaeidae, però va ser separada el 1995 a proposta de R. R. Forster i considerada una família amb entitat diferenciada.
Són aranyes haplogines i, per tant, Periegops té només 6 ulls. Els sis ulls s'agrupen en tres parelles molt separades entre sí.

## Sistemàtica
Són una família molt petita i el 28 de desembre de 2018, incloïa tan sols 1 gènere i 3 espècies: Periegops Simon, 1893.
- Periegops australia Forster, 1995 — Austràlia (Queensland)
- Periegops keani Vink, Dupérré & Malumbres-Olarte, 2013 — Nova Zelanda (Illa del Nord)[6]
- Periegops suterii (Urquhart, 1892) — Nova Zelanda (Illa del Sud)

### Superfamília Scytodoidea
Els periegòpids havien format part de la superfamília dels escitodoïdeus (Scytodoidea), al costat de drimúsids, escitòdids i sicàrids. Les aranyes, tradicionalment, havien estat classificades en famílies que van ser agrupades en superfamílies. Quan es van aplicar anàlisis més rigorosos, com la cladística, es va fer evident que la major part de les principals agrupacions utilitzades durant el segle XX no eren compatibles amb les noves dades. Actualment, els llistats d'aranyes, com ara el World Spider Catalog, ja ignoren la classificació de superfamílies.